# Кастор III
Кастор III — вероятно, галатский правитель около 41/40 — 37/31 годов до н. э.
По замечанию А. Кошкуна, ранее Кастор III отождествлялся с сыном Кастора Таркондария Кастором II, но, скорее всего, отцом Кастора III был Дейотар II Филопатор, а братом — Бригатос. По свидетельству Диона Кассия, владения умерших Аттала и Дейотара были переданы «некоему Кастору». По мнению Кошкуна, не исключено, что Кастор III получил Пафлагонию, в то время как Бригатос — Галатию. Время правления Кастора II Кошкун отнёс к примерно 41/40 — 37/31 годам до н. э. Сыном Кастора II был Дейотар III Филадельф, упомянутый Страбоном как последний царь Пафлагонии.